# Alfiere (grado militare)
L'alfiere (dallo spagnolo alférez e questo dall'arabo الفارس ovvero al-fāris, "cavaliere") è, nelle varie forze armate mondiali, il grado inferiore di ufficiale, quello di allievo ufficiale (cadetto), o il più alto tra quelli dei sottufficiali.

## Storia
Anticamente, nel Medioevo e nell'età moderna (e nell'Esercito delle Due Sicilie del Regno di Napoli e del Regno di Sicilia fino all'avvento del Regno d'Italia), "alfiere" era il titolo e grado di chi portava lo stendardo delle milizie; analoghe funzioni aveva presso l'esercito romano l'aquilifer, portatore dell'aquila, insegna principale della legione, o quella del signifer portatore delle insegne, signa, o del vexillifer, che portava un drappo rosso chiamato vexillum con su cucito il nome e il numero della legione. Nell'Impero ottomano, gli alfieri erano comandati da un ufficiale detto Mir-i alem, responsabile per le bandiere e gli stendardi del Sultano, che era anche capo di tutte le bande militari.
Questa funzione esiste tuttora presso alcuni eserciti europei, ove la bandiera di combattimento di reparto viene portata nelle cerimonie e in parata da uno dei più giovani ufficiali.
In Italia fino all'avvento dell'esercito di professione tale incarico veniva assegnato al più giovane degli ufficiali in servizio permanente effettivo, che pertanto solitamente era un tenente.
In alcune marine, l'alfiere di vascello è il grado iniziale degli ufficiali di vascello, corrispondente approssimativamente all'aspirante guardiamarina o talvolta al guardiamarina della Marina Militare Italiana.

## Regno delle Due Sicilie
Nel Real Esercito del Regno delle Due Sicilie Alfiere era il grado più basso tra gli ufficiali; il distintivo di grado era costituito da una spallina senza frange. Il grado era immediatamente inferiore a Secondo tenente. Gli alfieri venivano reclutati per due terzi degli effettivi ricorrendo al metodo degli esami di idoneità tra gli aiutanti di campo dello stesso corpo, e per un terzo con allievi ufficiali provenienti dal Real Collegio Militare (Nunziatella) e dallo Squadrone delle Guardie del Corpo. Per la promozione ad aiutante di campo (il grado maggiore per un sottufficiale) e per la promozione ad alfiere, la commissione esaminatrice era ampliata con ufficiali superiori a cui spesso si univano dei generali.

## Austria e Germania
Germania

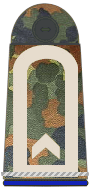
Fähnrich di Bundeswehr e Luftwaffe (controspallina)
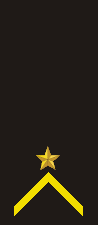
Fähnrich zur See della Deutsche Marine

Austria

Fähnrich dell'imperial regio Esercito austro-ungarico (I G.M.)
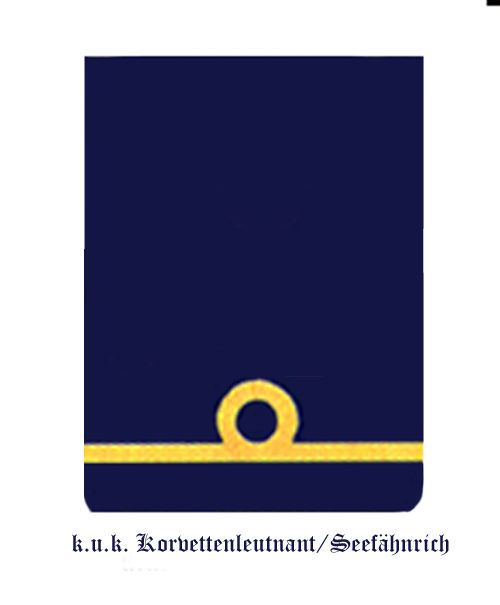
Seefähnrich della k.u.k. Kriegsmarine (I G.M.)
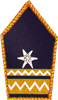
Österreichisches Bundesheer collare

Alfiere, in tedesco Fähnrich (letteralmente "Portabandiera"), è uno dei gradi degli allievi ufficiali in formazione presso un'accademia militare.
Un alfiere tedesco presta servizio nei ranghi inizialmente come un graduato  subalterno, poi nei livelli successivi, equivalente a Unterfeldwebel (dal 1945 a oggi Unteroffizier, sottufficiale), Feldwebel (maresciallo ordinario) e Oberfeldwebel (dal 1945 a oggi Hauptfeldwebel, maresciallo capo). Alla fine l'alfiere diviene un ufficiale.
La parola Fähnrich deriva da un antico titolo militare tedesco, ovvero Fahnenträger (letteralmente: portabandiera), e divenne un grado militare ben distinto il 1º gennaio 1899.

## Francia e Canada
Nella Francia dell'Ancien Régime, come in altri paesi, l'insegna (enseigne) era l'emblema del reggimento di fanteria. Come in altri paesi il nome incominciò a essere usato per gli ufficiali che portavano tale simbolo, ma mutò la sua denominazione in sottotenente (sous-lieutenant in francese) alla fine del XVIII secolo.
La Marina invece, utilizzava il termine di "alfiere di vascello" (enseigne de vaisseau), per indicare il primo grado di ufficiale. Anch'esso brevemente rinominato in sottotenente di vascello (sous-lieutenant de vaisseau) alla fine del XVIII secolo, il suo nome originario venne infine reinstaurato.
Il grado di "alfiere di vascello", utilizzato dalla Marine nationale ancora oggi, è il nome dei due gradi più bassi degli ufficiali, e si distingue per essere di "prima classe" (equivalente a quello di tenente dell'esercito), e "seconda classe" (equivalente a quello di sottotenente dell'esercito). Il titolo enseigne de marine ("alfiere di marina") è spesso utilizzato, ma non è corretto, infatti, entrambi i gradi di alfiere portano il titolo di tenente.

Alfiere di vascello di prima classe, (FR)  Enseigne de vaisseau de première classe
Alfiere di vascello di seconda classe, (FR)  Enseigne de vaisseau de deuxième classe

Gli ufficiali della Marina canadese di lingua francofona utilizzano il termine di enseigne de vaisseau de deuxième classe e di première classe rispettivamente a quello anglofono di Acting Sub Lieutenant e Sub Lieutenant (sottotenente facente funzioni e sottotenente). Comunque sia, i sottotenenti canadesi francofoni utilizzano la forma contratta di enseigne al posto di lieutenant.

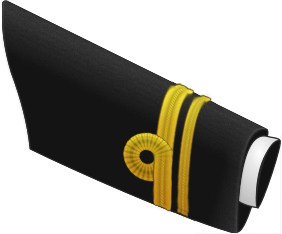
Enseigne de vaisseau de 1^{ère} classe Sub lieutenant (Slt)
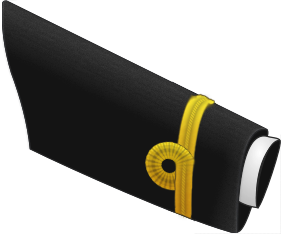
Enseigne de vaisseau de 2^{ème} classe Acting sub lieutenant (A/Slt)

- (FR)  Enseigne de vaisseau de 1ère classe
(EN)  Sub lieutenant (Slt)
- (FR)  Enseigne de vaisseau de 2ème classe
(EN)  Acting sub lieutenant (A/Slt)

## Grecia
Nella Marina greca il grado di Simaioforos (greco: Σημαιοφόρος) traducibile con Alfiere, corrisponde al grado di guardiamarina della Marina Militare italiana.

Distintivo di grado per controspallina di Simaioforos della Marina militare greca
Distintivo di grado per paramano di Simaioforos della Marina greca
Distintivo di grado per paramano di Simaioforos della Guardia costiera greca

## Paesi di lingua portoghese

Alferes degli eserciti del Portogallo, São Tomé e Príncipe e Timor Est
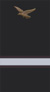
Alferes della Forza aerea portoghese
Alferes dell'Esercito del Mozambico
Alferes della Forza aerea del Mozambico
Alferes della Guardia nazionale repubblicana del Portogallo

Il posto di alferes (alfiere) esiste o esisteva nelle forze armate e di sicurezza di alcuni paesi di lingua portoghese.
L'alferes-mor (alfiere maggiore) del Portogallo era un grande ufficiale della Corona portoghese incaricato di portare lo stendardo reale. Questa posizione è esistita dal Medioevo fino alla fine della monarchia portoghese nel 1910.
Dal Rinascimento ai giorni nostri, il alferes (alfiere) è il primo grado di ufficiale subalterno nell'Esercito portoghese. Inizialmente, era responsabile di portare in battaglia la bandiera della sua compagnia, ma poi ha perso questa funzione. Nell'artiglieria e nelle armi di ingegneria, il grado di alferes fu introdotto solo nel 1911, sostituendo il grado di segundo-tenente (secondo tenente). Attualmente il grado esiste anche nella Forza aerea portoghese e nella Guardia nazionale repubblicana. Gli allievi ufficiali del sesto anno  dell'Accademia militare e dell'Accademia di Forza aerea hanno il grado di alferes aluno (alfiere allievo). Nella Marina non esiste il grado di alferes e i loro equivalenti sono chiamati guarda-marinha (guardiamarina, per gli ufficiali formati nella Scuola navale) o subtenente (sottotenente, per gli altri ufficiali).
Dopo l'indipendenza del Brasile nel 1822, il suo Esercito continuò a seguire il modello portoghese, mantenendo il posto di alferes. Nel 1930, tuttavia, fu sostituito dal grado di segundo-tenente (secondo tenente).
Il posto di alferes esiste anche nelle forze armate di alcuni altri paesi nella Comunità dei Paesi di lingua portoghese, come Mozambico, São Tomé e Príncipe e Timor Est.

## Spagna e America Latina

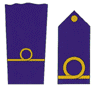
Alférez de fragata de la Armada Española
Alférez dell'esercito
Alférez dell'aeronautica

Nell'Esercito e nell'Aeronautica spagnola, i militari laureati nelle accademie, così come gli ufficiali di complemento, sono nominati alférez, che è il grado militare da ufficiale subalterno immediatamente al di sotto di quello di teniente, grado di arrivo dopo un anno di servizio in tal ruolo.
Anche gli studenti delle accademie, nel corso dell'ultimo anno di studi, raggiungono il grado di alférez, col titolo di caballero alférez cadete o caballero alférez alumno.
Allo stesso modo, l'equivalente della Marina militare spagnola è l'alférez de navio che è l'equivalente del sottotenente di vascello della Marina Militare e l'alférez de fragata corrispondente nella Marina Militare italiana del grado di guardiamarina.
Nella Marina de Guerra del Perú il grado di Alferez de fragata è omologo al grado di guardiamarina della Marina Militare italiana.

## Stati Uniti d'America
Nell'Esercito degli Stati Uniti, il grado di ensign (alfiere) e Cornet (cornetta) furono soppressi nel 1800.
Nella Marina invece, il grado di ensign ha rimpiazzato, nel 1862, quello di passed midshipman, "mezzomarinaio passato". L'alfiere, o ensign è l'ufficiale più giovane in servizio nella Marina, nella Guardia costiera, nella National Oceanic and Atmospheric Administration Commissioned Corps e nel Public Health Service Commissioned Corps. Tale grado si piazza sotto quello di lieutenant junior grade ed è l'equivalente di quello di 2nd lieutenant (sottotenente) dell'Esercito, del Corpo dei Marine e dell'Aeronautica.
A seconda della destinazione ricevuta, un alfiere può accedere direttamente a incarichi a bordo di una nave e servire come ufficiale di divisione oppure ricevere uno o due anni di formazione specifica prima essere assegnato a un'unità operativa. Gli alfieri che diventano ufficiali di una divisione sono responsabili del comando di un gruppo di sottufficiali e personale di truppa in una delle divisioni della Marina (ad esempio, genio navale o navigazione) e allo stesso tempo ricevono "sul campo", dai marinai sottoposti e da altri ufficiali, una formazione sul comando, sui sistemi navali, sui programmi e sui regolamenti.
Il grado di Ensign e presente anche nello United States Public Health Service, nella National Oceanic and Atmospheric Administration e nello United States Navy Judge Advocate General's Corps
Gli alfieri di marina e guardia costiera come quelli del PHS, della NOAA e dello USGC USN portano l'insegna al colletto composta da una singola barretta dorata e, a causa di questo, condividono il soprannome di butterbars (barre di burro) coi parigrado "secondi tenenti" di Esercito, Aeronautica e Marine, che vestono insegne simili.

## Unione Sovietica e Russia
Il grado di Praporščik venne introdotto nell'esercito imperiale russo per indicare il portabandiera del reggimento. durante il regno di Pietro il Grande il grado era il più basso tra gli ufficiali subalterni e dopo essere stato abolito in seguito alla rivoluzione russa del 1917 dai ranghi dell'Armata Rossa venne reintrodotto nel 1972 nella Sovetskaja Armija come il più alto grado dei sottufficiali, omologabile ai Warrant officers delle forze armate statunitensi.

## Estonia
Nella forze armate dell'Estonia il grado traducibile con alfiere è lipnik inferiore a quello di sottotenente.

## Polonia e Ucraina
Il grado nelle forze armate polacche è Chorąży ed è il grado più alto tra i sottufficiali, articolato su quattro livelli e corrispondente al ruolo marescialli delle forze armate italiane, mentre nelle forze armate ucraine è Chorunžyj (Ucraino: Хорунжий) ed è il grado più basso tra gli ufficiali.